# لورگاسهال
لورگاسهال (به انگلیسی: Lurgashall) یک روستا و محله مدنی در بریتانیا است که در Chichester واقع شده‌است. لورگاسهال ۲۰٫۹۷ کیلومتر مربع مساحت و ۶۰۹ نفر جمعیت دارد.